# Äquatorialsonnenuhr

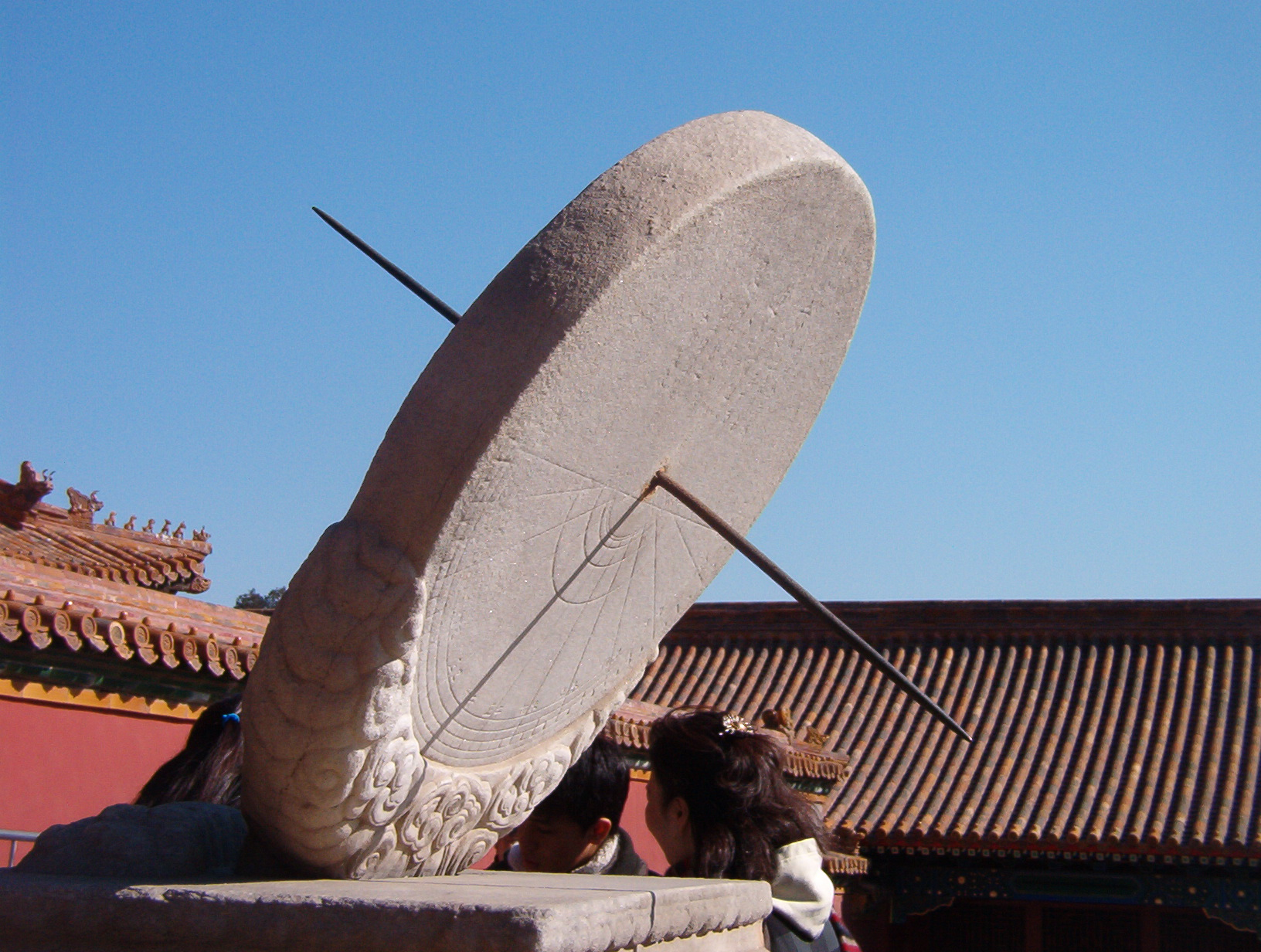
Ebene Äquatorialsonnenuhr in der Verbotenen Stadt von Peking,
Blick auf die im Winterhalbjahr beschienene Unterseite

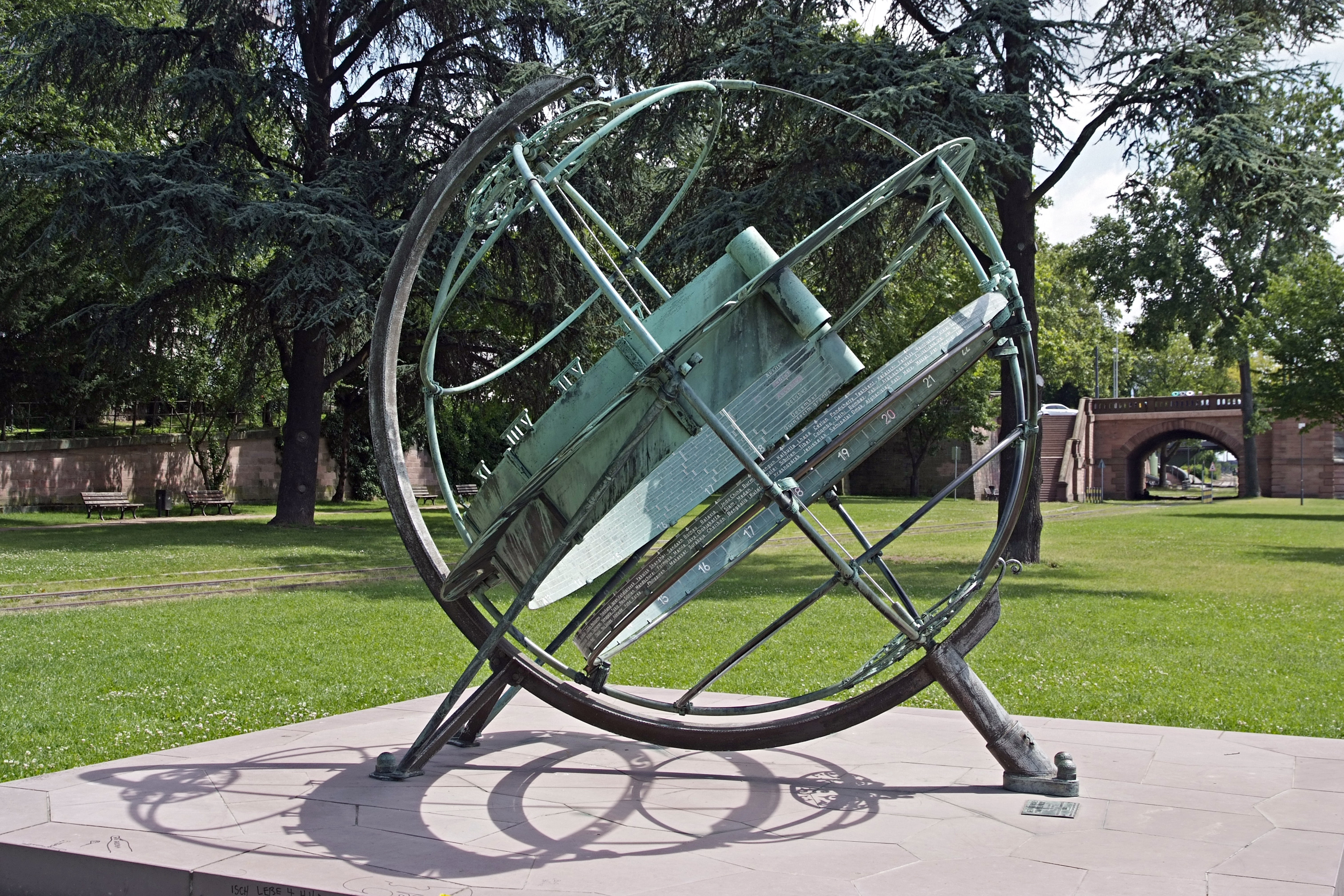
Verwendung einer Armillarsphäre als ringförmige Äquatorialsonnenuhr: Der relativ breite Äquatorring ist unnötig mehr als ein halber.
→ Frankfurter Äquatorialsonnenuhr

Die Äquatorialsonnenuhr ist eine einfache Bauart der Sonnenuhr. Der Name ist begründet in der Lage der i. A. ebenen Zifferblätter in der Ebene des Himmelsäquators. Das obere Zifferblatt wird im Sommerhalbjahr und das rückseitige untere Zifferblatt im Winterhalbjahr beschienen. Auf den äquator-parallelen Zifferblättern steht der erdachs-parallele Schattenstab (Polstab) senkrecht, und die Zifferblätter sind linear skaliert, denn der Stundenwinkel wird in der Äquatorebene gemessen. Der Winkel zwischen den Linien ganzer Stunden (Stundenlinien) beträgt konstant 15°.

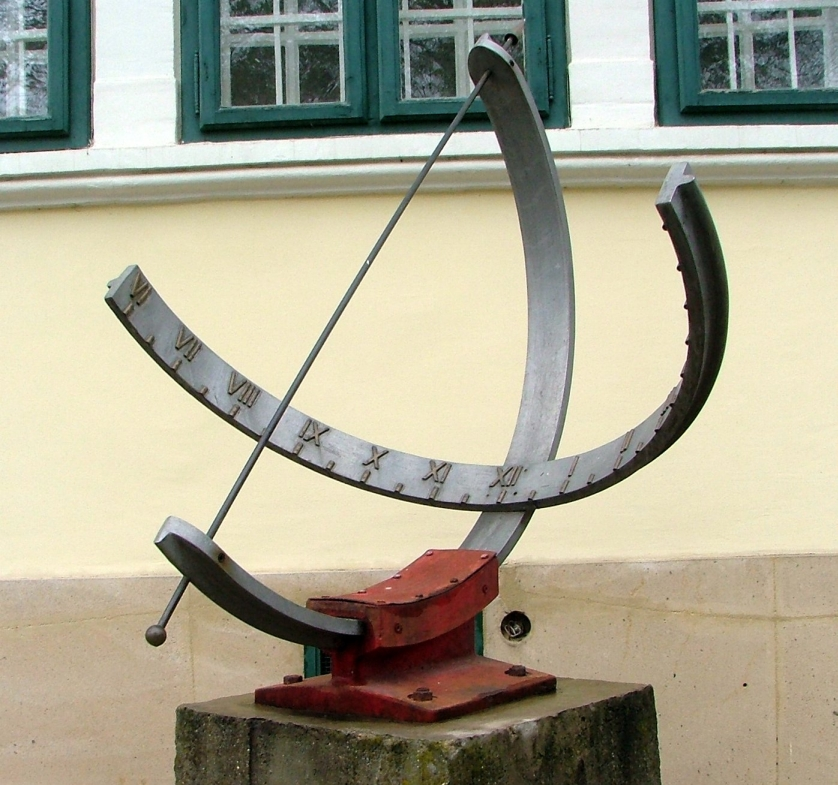
Ringförmige Äquatorialsonnenuhr mit äquatorialem und einem Halbring im Meridian zum Tragen des Polstabs

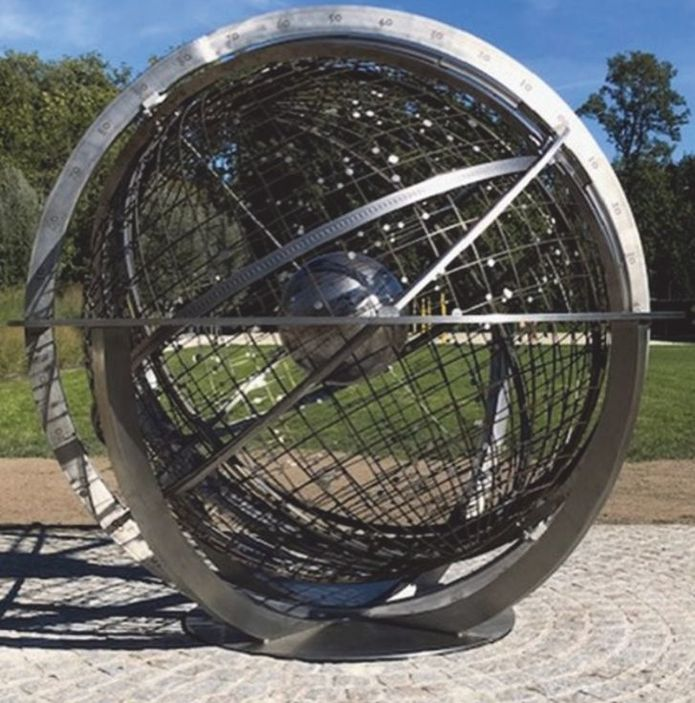
Eine zu einer Sonnenuhr erweiterte vollständige Armillarsphäre, Campus der Universität Linz

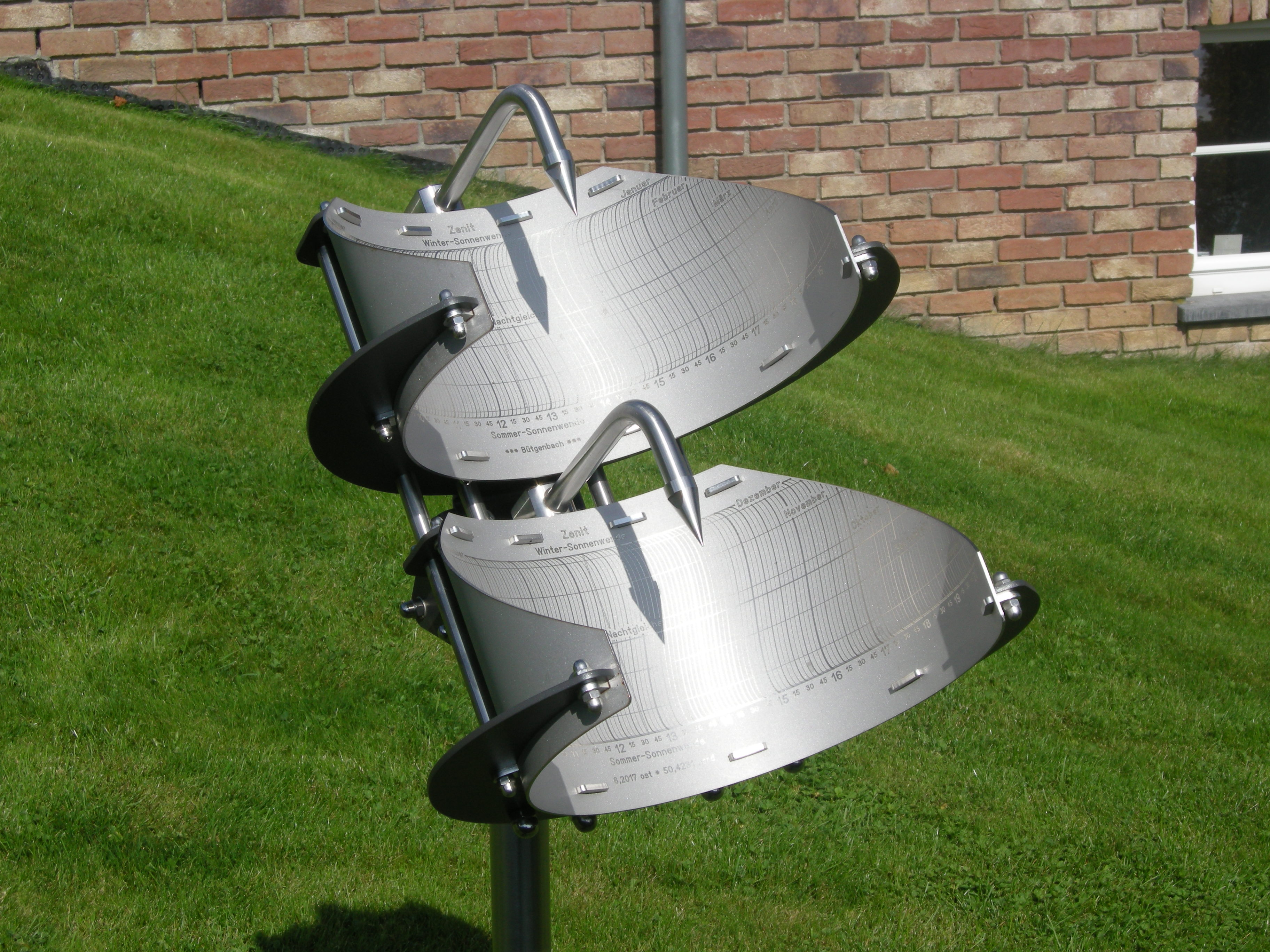
Zwei Äquatorialsonnenuhren mit zylindrischem Zifferblatt und Nodus; die beiden Sonnenuhren sind je für ein halbes Jahr vorgesehen (eindeutiges Ablesen auf je halben Analemma-Linien)

Das bei großer geografischer Breite erschwerte Ablesen von der Unterseite entfällt bei der Ausführung als ringförmige  Äquatorialsonnenuhr mit der Skala auf der Innenseite eines äquatorialen Rings, einem der Hauptteile einer Armillarsphäre. Weil ein ganzer solcher Ring an den Tagen um die Tagundnachtgleichen seine Innenseite selbst beschattet, wird oft nur ein halber Ring verwendet. Diese Sonnenuhr zeigt zwar an den Tagundnachtgleichen an, nicht aber die im Sommerhalbjahr über zwölf hinausgehenden sonnigen Stunden. Die links abgebildete Sonnenuhr zeigt die minimierte Verwendung von Teilen einer Armillarsphäre: neben äquatorialem nur noch ein Halbring im Meridian. Rechts ist eine ausgeprägte Armillarsphäre jüngeren Datums abgebildet. Sie enthält den unverzichtbaren Ekliptik-Ring und eine dichte Späre mit zahlreichen Sternen, und ihr ist eine besondere Sonnenuhr zugefügt. Diese lässt sich auf die Anzeige der MEZ als mittlere Sonnenzeit einstellen, und sie dient als anschauliches Modell für das Phänomen der Zeitgleichung. Für beides
ist das Vorhandensein des Ekliptikringes erforderlich.
Aus dem schmalen Skalenring wird ein breiterer, ein Skalenzylinder, um zum Beispiel die Analemmaschleifen bei Anzeige mit Zeitausgleich unterzubringen. Solche Sonnenuhren haben statt eines Polstabs einen punktförmigen Schattenwerfer (Nodus).